# Sinoe
Sinoe é um dos 15 condados da Libéria. Sua capital é a cidade de Greenville.

## Distritos
Sinoe está dividido em 17 distritos (populações em 2008 entre parênteses):
- Bodae (3.030)
- Bokon (4.417)
- Butaw (3.892)
- Dugbe River (9.083)
- Greenville (16.434)
- Jaedae (3.617)
- Jeadepo (8.596)
- Juarzon (6.151)
- Kpayan (10.043)
- Kulu Shaw Boe (8.740)
- Plahn Nyarn (6.805)
- Pynes Town (4.167)
- Sanquin Dist#1 (2.118)
- Sanquin Dist#2 (3.405)
- Sanquin Dist#3 (3.174)
- Seekon (7.184)
- Wedjah (4.076)